# Villa Ekbacken

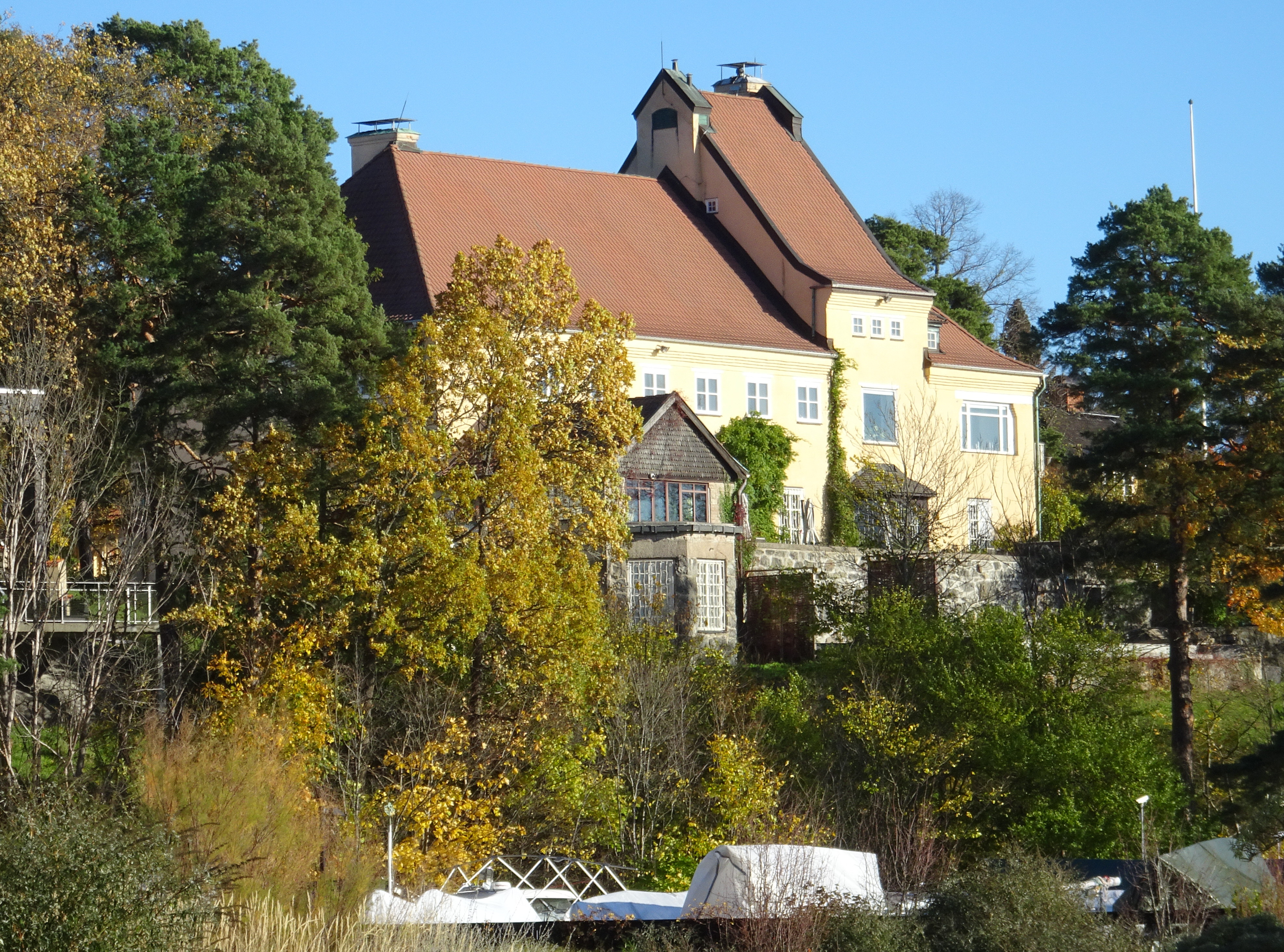
Fasad mot Lilla Värtan i oktober 2021.

Villa Ekbacken är en kulturhistoriskt värdefull villafastighet vid Törnrosavägen 8 i kommundelen Skärsätra i Lidingö kommun. Villan uppfördes 1912–1913 för Gustaf Dalén efter ritningar av arkitekt Erik Hahr. Villa Ekbacken har i en byggnadsinventering från 1985 bedömts som kulturhistoriskt ”synnerligen värdefull” och fick i gällande detaljplan från 2012 skyddsbestämmelser för att bevara dess höga kulturhistoriska värde både exteriört och interiört.

## Historik

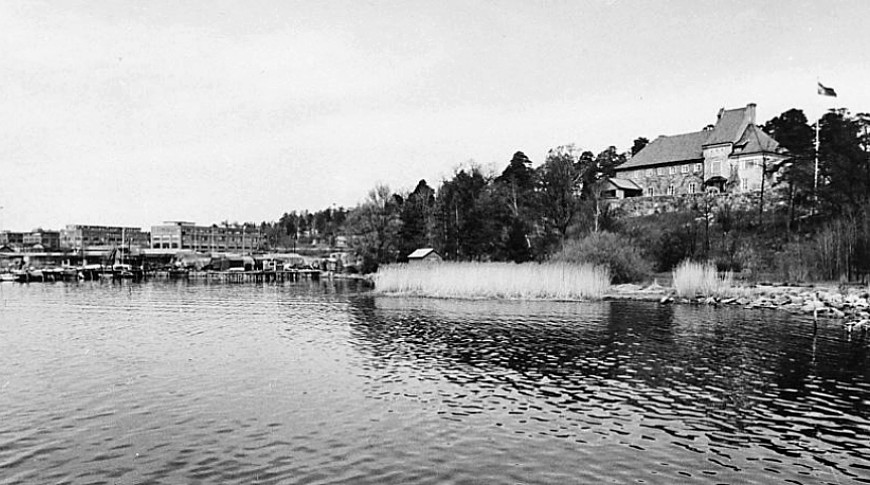
Lilla Värtan med Villa Ekbacken till höger på 1950-talet. Till vänster syns AGA:s verkstadsblock 1–4.

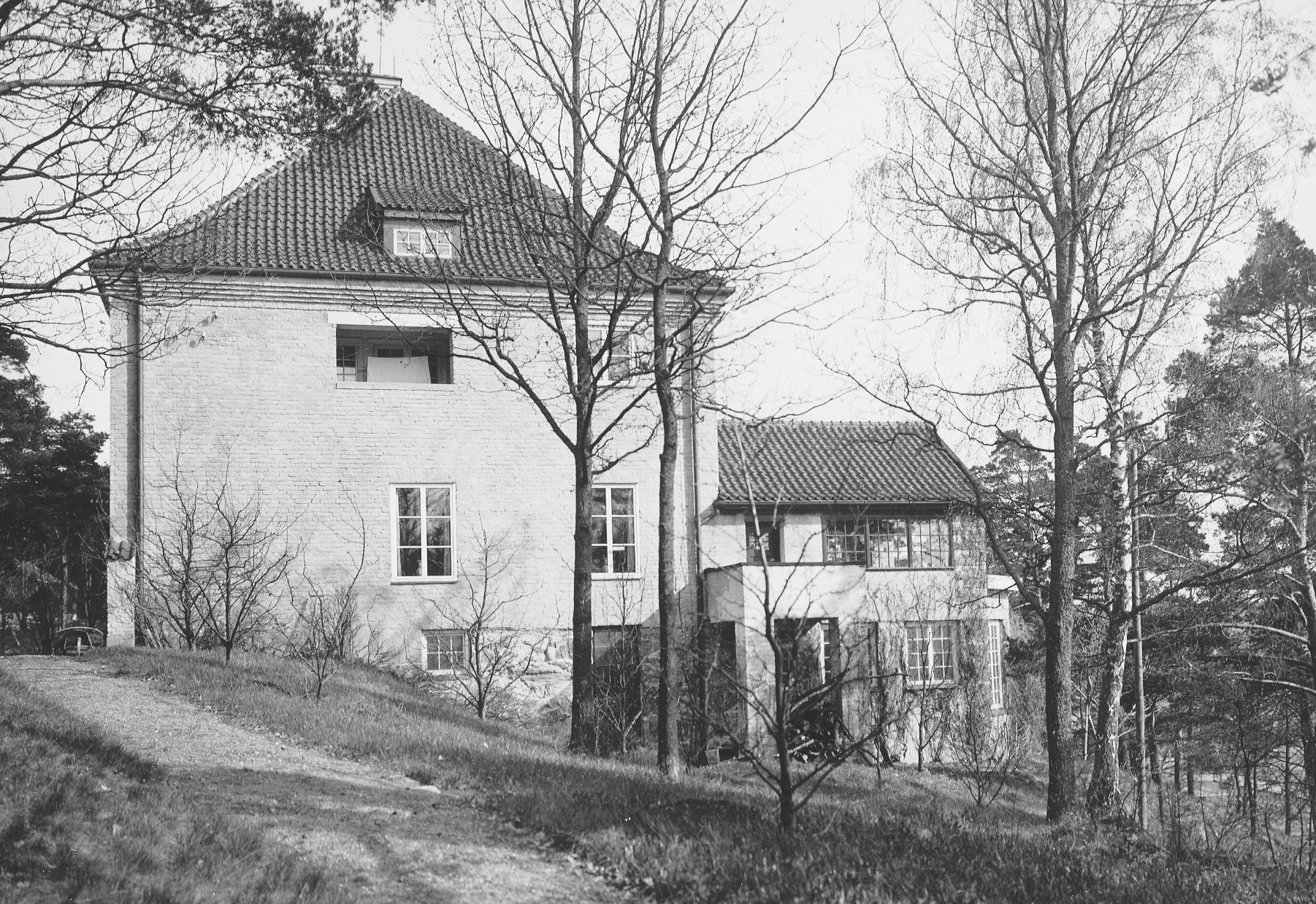
Villa Ekbacken från väster, 1926.

År 1907 förvärvade företagaren och verkställande direktören i AGA, Gustaf Dalén, två villatomter (Skärsätratomten n:o 9 och 10) vid Lilla Värtan där han planerade att låta uppföra familjens privata villa. Marken omfattade 8 000 m² och var år 1875 avstyckat från Skärsätra gård som vid tiden ägdes av kabinettskammarherren Erling Ribbing. 
Till en början hade familjen här ett mindre sommarnöje. I samband med att AGA 1911 flyttade sin verksamhet till Lidingö beslöts att påbörja villabygget. Den av ekar beväxta backen ner mot vattnet fick ge villan sitt namn Ekbacken.
Till arkitekt anlitades Erik Hahr som hade flera uppdrag för AGA, bland annat Bergsätras bostadshus (1914) och de stora verkstadsblocken på AGA:s fabriksområde (1916–1917). Hahr skapade en imponerande villabyggnad i tung nationalromanrisk stil med borgliknande drag. Byggmästare var Nils Lundberg. Vid juletid 1912 var villan nästan färdigbyggd och familjen Dalén flyttade in i sitt nya hem. Gustaf Dalén  hade inspekterat grundläggningen men fick aldrig se sin villa i färdigt skick, han hade i september 1912 förlorat synen på båda ögonen i samband med ett experiment.

### Exteriör
Byggnaden fick två våningar, hel källare och delvis inredd vid. Mot söder och vattnet har villan en utbyggd veranda i två våningar. Fasaderna består av slammat tegel på en huggen granitsockel under ett högt valmat sadeltak med utsvängt takfall och ett förhöjt takparti. Fönstren placerades oregelbunden i fasaden. Huset omges av terrasserad trädgård med murar och en fontän. Tomten är gestaltat som en park och är till stor del bevarad i ursprungligt skick.

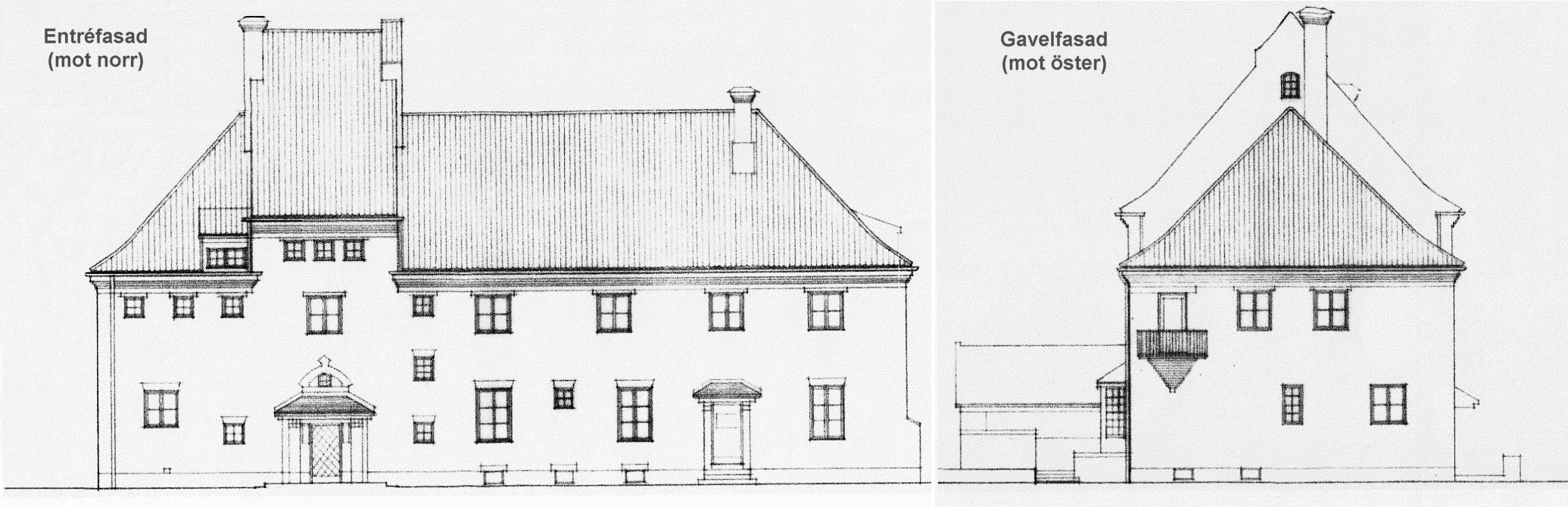
Arkitekt Erik Hahrs originalritningar från 1912.

### Interiör

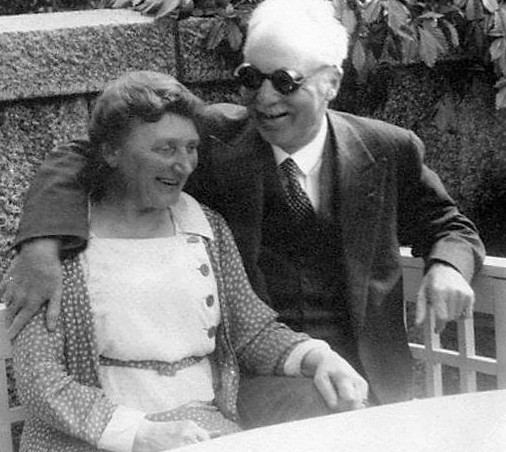
Villa Ekbacken med Elma och Gustaf Dalén på terrassen, 1936.

På entréplanet anordnades sällskapsutrymmen, kök och matsal samt rum för representation. Sovrummen lades på andra våningen på vardera sidan om en längsgående korridor. I den tredje våningen fanns två kammare och oinredd vind. Däröver, i det förhöjda takpartiet, ligger en oinredd vind. I källaren fanns pannrum, förrådsutrymmen och tvättrum. Gustaf Dalén och hustru Elma hade egna sällskapsrum och husherren hade dessutom kontor med laboratorium i byggnaden, allt på en bostadsyta om 820 m².
Interiörens fasta inredning bevarar fortfarande stora delar från byggnadstiden. Villans mörkbetsade träinredning med bröstningspaneler och helfranska spegeldörrar specialritades av inredningsarkitekten David Blomberg som vid tiden var anställd på NK och även formgav NK:s logo. För villans dekorationsmålningar på tak, i valv och i fönsternischer stod Filip Månsson. Bland motiven märks djur, en avbildning av Villa Ekbacken och en AGA-fyr som påminner om villans byggherre.

### Byggnadens vidare öden
Gustaf Dalén bodde kvar på Villa Ekbacken till sin död 1937. Därefter flyttade hustru Elma till en mindre villa som fanns på tomten, medan sonen Gunnar och hans hustru Margareta övertog huvudbyggnaden. År 1969 förvärvades Villa Ekbacken av den kanadensiska staten, för att användas som residens till ambassadören. Eklövet i smidesgrinden mot Törnrosvägen ersattes med ett lönnlöv (Kanadas symbol). År 2011 såldes villan och är sedan dess privatbostad, eklöven i grinden återställdes.

## Kulturhistorisk bedömning
I samband med att Lidingö kommuns stadsbyggnadskontor upprättade en detaljplan för området genomförde Stockholms läns museum en antikvarisk undersökning av fastigheten 2010. Undersökningen låg till grund för de skyddsbestämmelser som fastställdes av Lidingö stad i december 2012 för att bevara Villa Ekbackens höga kulturhistoriska värde både exteriört och interiört. I detaljplanen är fastigheten (Lidingö 10:545) Q-märkt.

## Nutida bilder

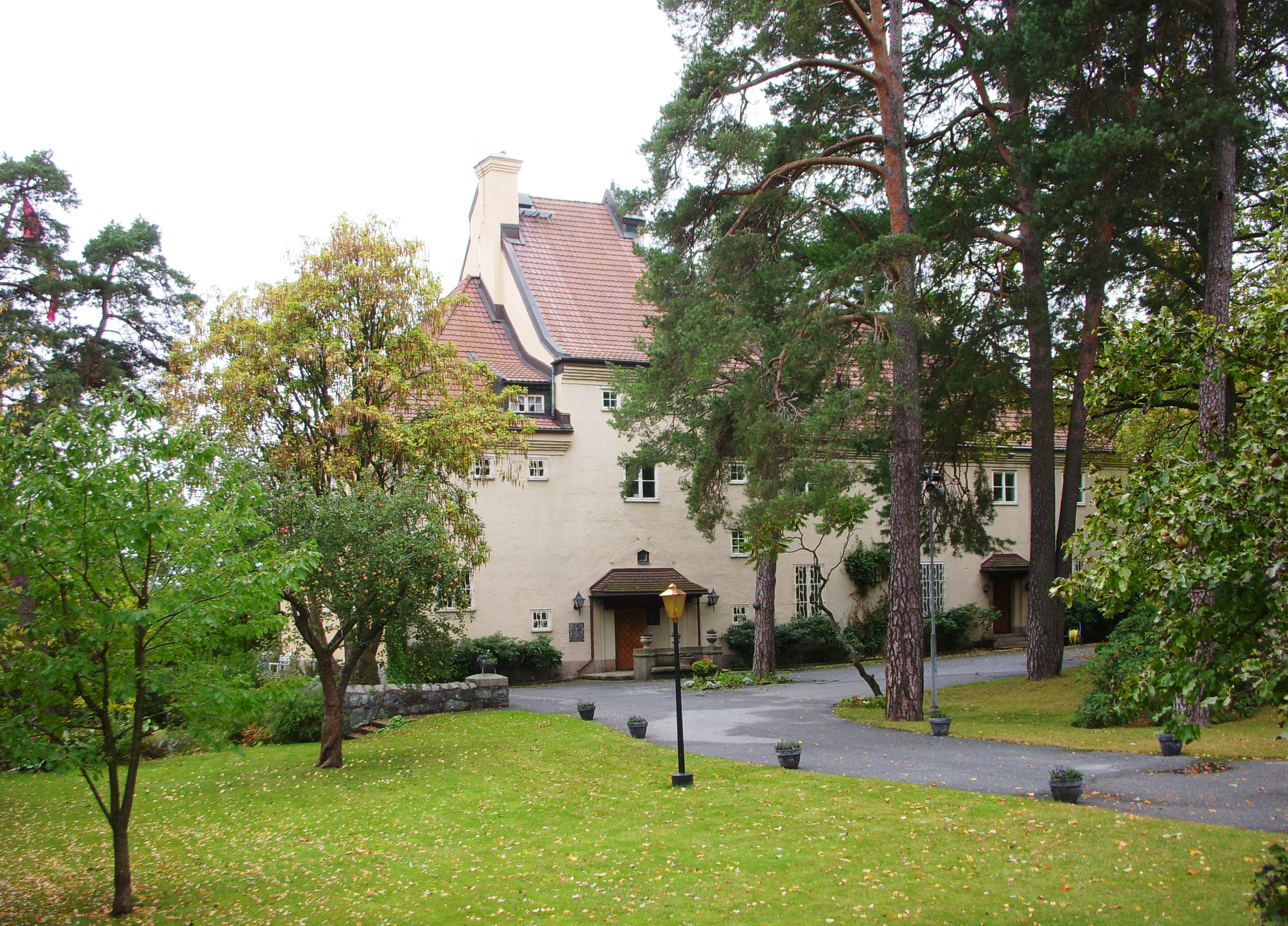
Fasad mot norr, 2009.
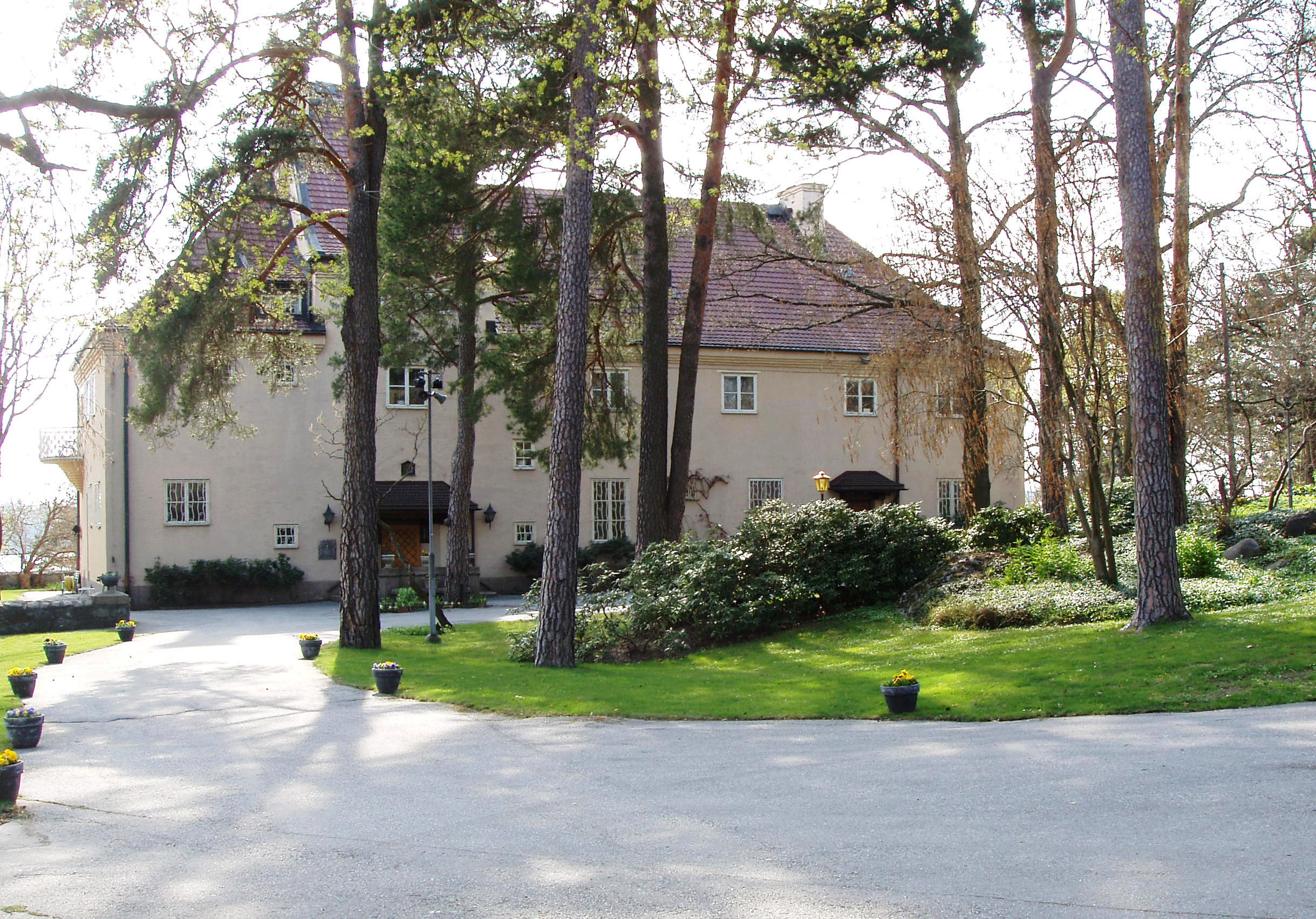
Fasad mot norr, 2009.
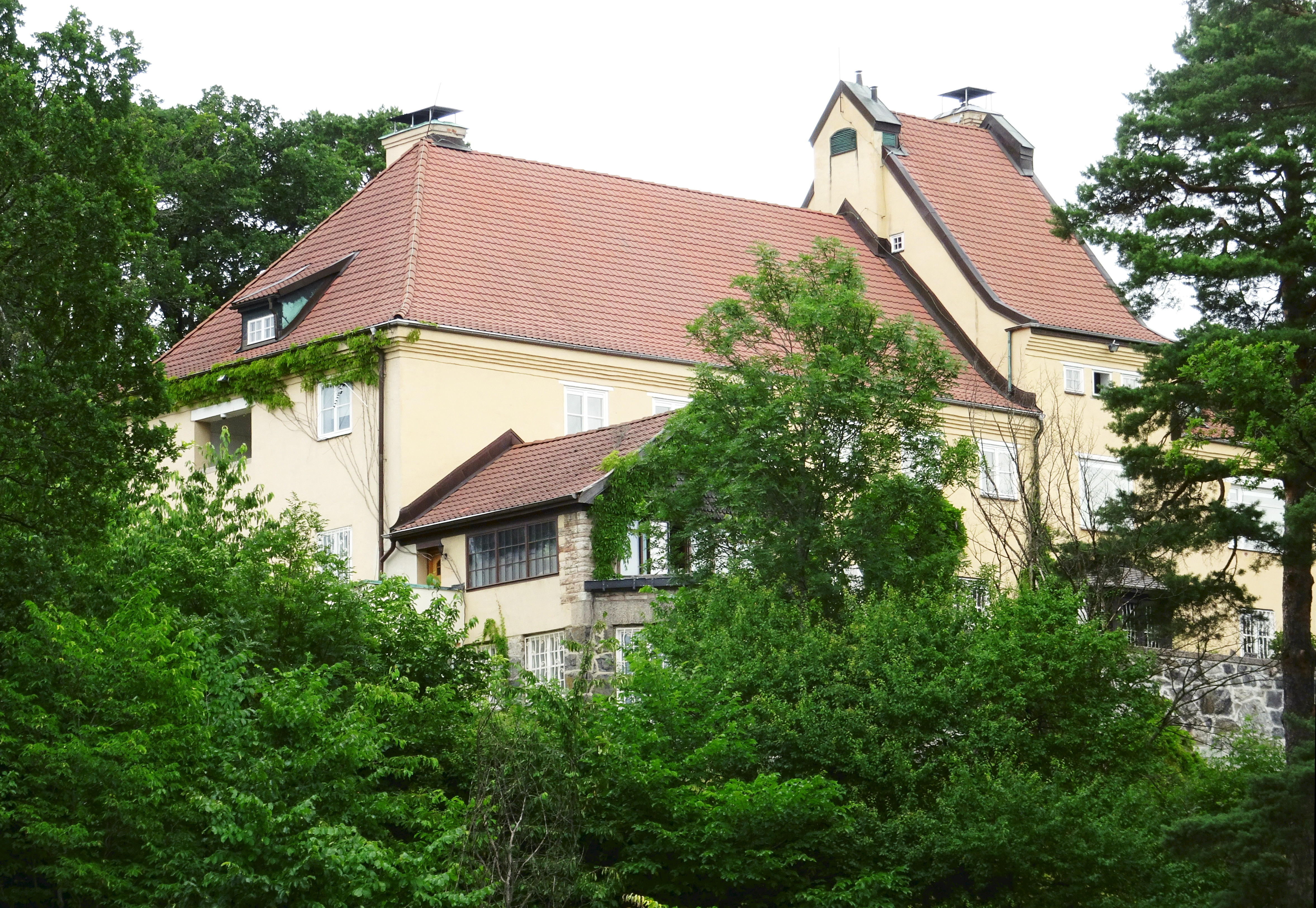
Fasad mot söder, 2021.
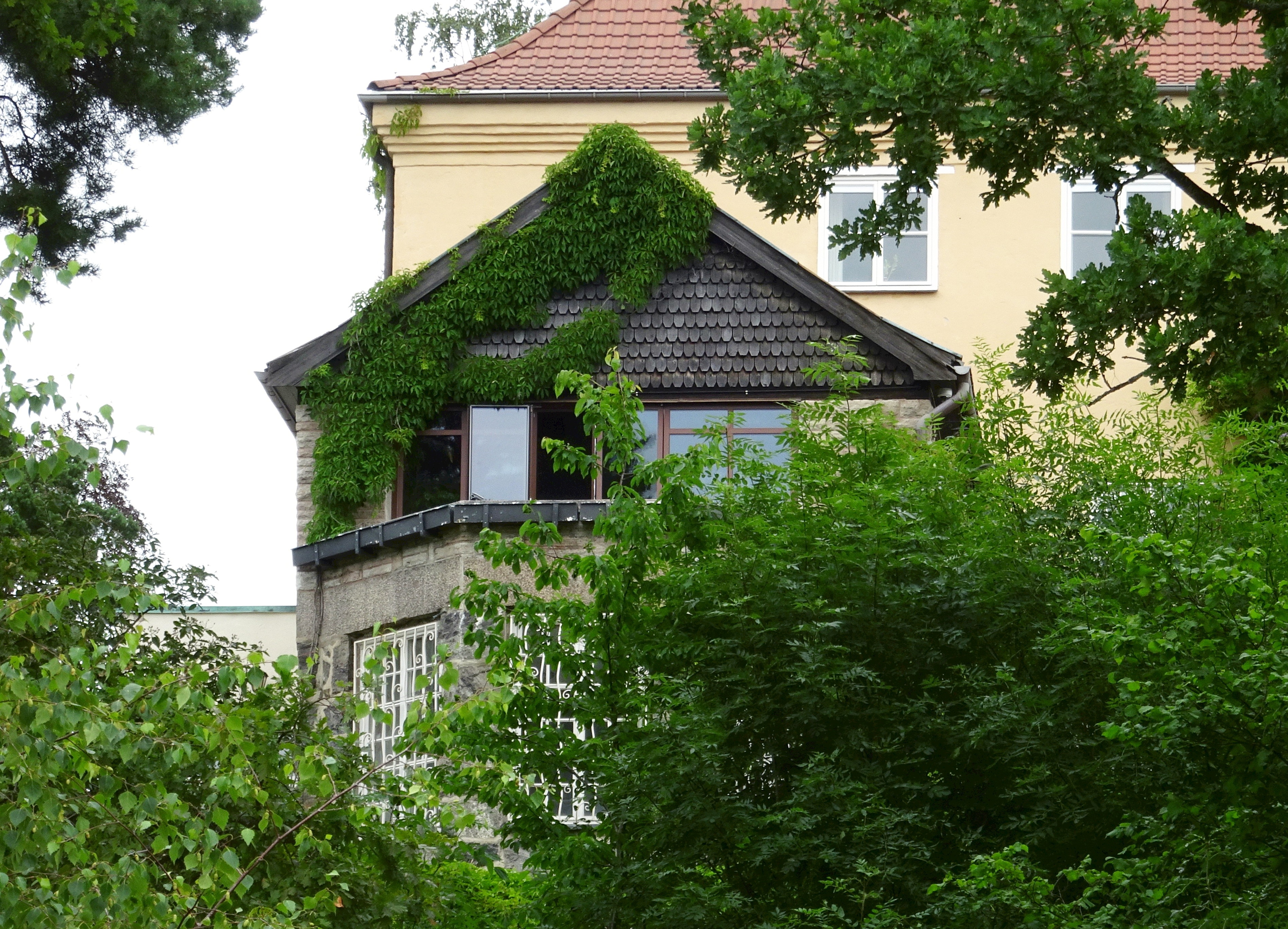
Verandan mot söder, 2021.